# Rudolf Mittag
Rudolf Mittag (* 31. März 1929 in Kamenz; † 19. Juni 2012 in Großröhrsdorf) war ein deutscher Generalleutnant des Ministeriums für Staatssicherheit (MfS) und langjähriger Leiter der Bezirksverwaltung Rostock des MfS.

## Leben
Der Sohn eines Unternehmers und einer Hausfrau besuchte die Volksschule und die Handelsschule und wurde 1945 zum Reichsarbeitsdienst eingezogen.
1945 arbeitete er zunächst als Wald- und Hilfsarbeiter und begann dann eine kaufmännische Lehre. 1946 trat er der Kommunistischen Partei Deutschlands bei und wurde mit der Zwangsvereinigung von SPD und KPD im April 1946 Mitglied der Sozialistischen Einheitspartei Deutschlands (SED). 1947 wurde er Angehöriger der Deutschen Volkspolizei (VP) und begann als Verwaltungsangestellter im VP-Kreisamt Kamenz. Er kam in die K 5 (politische Polizei) und 1949 in die Dienststelle Kamenz der Verwaltung zum Schutz der Volkswirtschaft Sachsen, die im Februar 1950 zur Verwaltung des Ministeriums für Staatssicherheit (MfS) umgebildet wurde. Im selben Jahr kam er zur Abteilung IV (Spionageabwehr) und war von 1951 bis 1955 in den Dienststellen Breitenbrunn, Schwarzenberg und Oberschlema der Objektverwaltung Wismut des MfS tätig. 1954 bis 1955 besuchte er einen Qualifikationslehrgang an der MfS-Schule Eberswalde. 1955 wurde er Leiter der Dienststelle Oberschlema, 1959 Leiter der Dienststelle Aue. Von 1960 bis 1965 absolvierte er ein Fernstudium an der Hochschule des Ministeriums für Staatssicherheit mit dem Abschluss als Diplomjurist. 1962 wurde er Stellvertreter Operativ des Leiters und 1970 Leiter der Objektverwaltung Wismut des MfS. Als Nachfolger von Generalmajor Alfred Kraus wurde er schließlich 1975 Leiter der Bezirksverwaltung Rostock des MfS und im März 1976 Mitglied der SED-Bezirksleitung. 1989 wurde er zum Generalleutnant befördert. Nach der Umbildung der Bezirksverwaltung des MfS in ein Bezirksamt für Nationale Sicherheit im November 1989 behielt er zunächst die Funktion als Leiter des Bezirksamtes. Bei der Besetzung des Amtes durch Vertreter der Bürgerbewegung am 4. Dezember 1989 wurde er kurzzeitig wegen des Verdachts der Beweismittelvernichtung festgenommen und am 6. Dezember 1989 beurlaubt. Im Januar 1990 wurde er aus dem Dienst entlassen. Ihm folgte sein Stellvertreter Artur Amthor nach.

## Auszeichnungen
- 1985 Vaterländischer Verdienstorden in Gold